# Juan Bermúdez

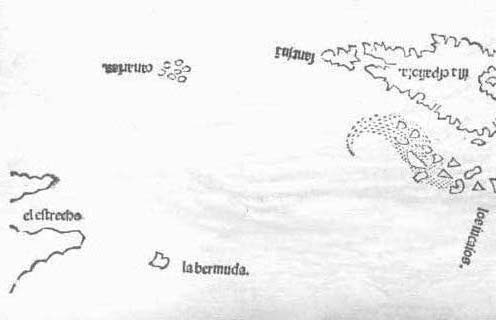
Mapa Bermud z kroniky Legatio babylonica napsané kronikářem Peterem Martyrem d’Anghierou

Juan Bermúdez (kolem 1480,? Palos de la Frontera, Provincie Huelva, Španělsko – 1570, neznámé místo) byl španělský mořeplavec, který se proslavil především objevením souostroví Bermudy, které jsou po něm pojmenovány.

## Cesty s Kryštofem Kolumbem
Narodil ve městě Palos de la Frontera v Koruně Kastilie, dnešním Španělsku. Není známo datum narození, ale je známo, že zemřel v roce 1570. Předpokládá se, že se ve věku kolem 12 let účastnil první výpravy Kryštofa Kolumba do Nového světa, který vyplul 3. srpna 1492 právě z jeho rodného města Palos de la Frontera. Plul na palubě karavely Pinta, které velel Martín Alonso Pinzón. Této výpravy se účastnil i jeho bratr Diego Bermudéz, na palubě lodi Santa María, které velel Juan de la Cosa. Dne 23. dubna 1493 se účastnil i druhé Kolumbovy výpravy, která vyplula z přístavu v Cádizu, poté se vrátil do Kastilie.

## Objev souostroví Bermudy
Kolem roku 1505, na jedné z jeho cest do Nového světa, ho bouře odklonila severně od plánované cesty, kde objevil ostrovy Bermudy. Skalnaté pobřeží, které ztěžovalo přístup na pevninu a velký hluk bouřliváka bermudského (Pterodroma cahow) hnízdícího na pobřeží, způsobilo nechuť námořníků na ostrovech zastavit a ostrovy nazvali ostrovy Démonů (Illa de Dimonis). Rok objevu ostrova je zavádějící. Ostrov byl známý před rokem 1511 z práce kronikáře Petera Martyra d’Anghiera, který v kronice Legatio babylonica tato místa popisuje. I přes tuto nejistotu roku objevu obyvatelé Bermud oslavili pětisté výročí objevu ostrovů v roce 2005. V roce 1512 Bermudéz koupil v Portugalsku dvě karavely, Santa Cruz a Santa Maria de la Antigua, a spolu s Juanem Rodriguezem Mafrou plul na Kubu a Hispaniolu. Na této cestě ho doprovázel Juan Martin Pinzón, syn Martina Alonsa Pinzóna. Na Bermudy se vrátil v roce 1515, se svým společníkem a kronikářem Gonzalem Fernándezem de Oviedo y Valdés, který cestu popsal v díle Sumario de la Natural Historia de las Indias a publikoval v 1526.